# Poecilophyllum amoene-virens
Poecilophyllum amoene-virens là một loài Rêu trong họ Dicranaceae. Loài này được (Mitt.) Mitt. miêu tả khoa học đầu tiên năm 1873.